# حبيل الطريف (حالمين)

تعديل مصدري - تعديل

حبيل الطريف هي إحدى قرى عزلة حبيل الريدة بمديرية حالمين التابعة لمحافظة لحج، بلغ تعداد سكانها 193 نسمة حسب تعداد اليمن لعام 2004.